# Spaceman (bài hát của Babylon Zoo)
"Spaceman" là một bài hát của ban nhạc Anh quốc Babylon Zoo nằm trong album phòng thu đầu tay của họ, The Boy with the X-Ray Eyes (1996). Nó được phát hành vào ngày 15 tháng 1 năm 1996 bởi EMI Records như là đĩa đơn đầu tiên trích từ album, đồng thời là đĩa đơn đầu tay trong sự nghiệp của ban nhạc. Bài hát được viết lời bởi giọng ca chính của nhóm Jas Mann, trong khi anh cũng đồng thời tham gia đồng sản xuất nó với Steve Power và Arthur Baker. Với tiếng guitar bị bóp méo nặng và giọng hát mang hơi hướng của một người máy, "Spaceman" là một bản space rock kết hợp với alternative rock, trong đó nội dung lời bài hát đề cập đến hành trình viếng thăm của một người ngoài hành tinh đến Trái Đất để sống thật với chính mình và thoát khỏi những áp lực trước đây.
Sau khi phát hành, "Spaceman" nhận được những phản ứng đa phần là tích cực từ các nhà phê bình âm nhạc, trong đó họ đánh giá cao đoạn hook bắt tai cũng như quá trình sản xuất của nó. Sau khi bản phối lại của Arthur Baker cho bài hát được sử dụng trong đoạn quảng cáo của Levi's ở Vương quốc Anh vào tháng 12 năm 1995 với tiêu đề "Planet", "Spaceman" ngay lập tức trở thành một hiện tượng và gặt hái những thành công vượt trội về mặt thương mại. Bài hát đứng đầu các bảng xếp hạng ở Áo, Bỉ, Đan Mạch, Phần Lan, Pháp, Đức, Ireland, Na Uy, Thụy Điển và Vương quốc Anh, nơi nó bán được 420.000 bản trong tuần đầu phát hành và trở thành đĩa đơn bán chạy nhanh nhất tại đây trong hơn 30 năm, kể từ "Can't Buy Me Love" (1964) của The Beatles. Nó cũng vuơn đến top 5 ở tất cả những thị trường nó xuất hiện, bao gồm nhiều thị trường lớn như Úc, Ý, Hà Lan, New Zealand, Tây Ban Nha và Thụy Sĩ.
Video ca nhạc cho "Spaceman" được đạo diễn bởi Mark Neale, trong đó bao gồm những cảnh Jas Mann nhìn thấy một người ngoài hành tinh khi đang lái xe vào ban đêm, xen kẽ với những hình ảnh ban nhạc trình diễn bài hát ở một địa điểm dưới lòng đất xung quanh những người trẻ đang nhảy múa, và ở cảnh sa mạc màu xanh dương. Để quảng bá cho "Spaceman", Babylon Zoo đã trình diễn nó trên nhiều chương trình truyền hình và lễ trao giải lớn, bao gồm Top of the Pops. Kể từ khi phát hành, bài hát đã xuất hiện trong nhiều tác phẩm điện ảnh và truyền hình, như Coach Trip, My Mad Fat Diary và Lunar Jim. Ngoài ra, "Spaceman" cũng được hát lại bởi một số nghệ sĩ, bao gồm Cinema Bizarre, Katie Melua và The Kovenant. Mặc cho sự phổ biến của nó trên toàn cầu, nó đã không đạt được những thành công tương tự ở thị trường Hoa Kỳ và không thể lọt vào bảng xếp hạng Billboard Hot 100.

## Danh sách bài hát
Đĩa CD maxi tại châu Âu
1. "Spaceman" (radio chỉnh sửa) — 3:50
2. "Spaceman" (The 5th Dimension) — 5:09
3. "Spaceman" (Arthur Meets The Spaceman) — 5:56
4. "Spaceman" (E Before I) — 6:37

Đĩa CD tại Anh quốc
1. "Spaceman" — 4:41
2. "Metal Vision" — 3:48
3. "Blue Nude" — 2:09
4. "Spaceman" (bản album) — 5:42

Đĩa CD maxi tại Anh quốc
1. "Spaceman" — 4:41
2. "Metal Vision" — 3:48
3. "Blue Nude" — 2:09
4. "Spaceman" (The 5th Dimension) — 5:09

## Xếp hạng
| Bảng xếp hạng (1995-96)             | Vị trí cao nhất |
| ----------------------------------- | --------------- |
| Úc (ARIA)                           | 3               |
| Áo (Ö3 Austria Top 40)              | 1               |
| Bỉ (Ultratop 50 Flanders)           | 1               |
| Bỉ (Ultratop 50 Wallonia)           | 1               |
| Đan Mạch (Tracklisten)              | 1               |
| Châu Âu (Eurochart Hot 100 Singles) | 1               |
| Phần Lan (Suomen virallinen lista)  | 1               |
| Pháp (SNEP)                         | 1               |
| Đức (Official German Charts)        | 1               |
| Ireland (IRMA)                      | 1               |
| Ý (FIMI)                            | 3               |
| Hà Lan (Dutch Top 40)               | 4               |
| Hà Lan (Single Top 100)             | 3               |
| New Zealand (Recorded Music NZ)     | 4               |
| Na Uy (VG-lista)                    | 1               |
| Scotland (OCC)                      | 1               |
| Tây Ban Nha (AFYVE)                 | 4               |
| Thụy Điển (Sverigetopplistan)       | 1               |
| Thụy Sĩ (Schweizer Hitparade)       | 2               |
| Anh Quốc (OCC)                      | 1               |

| Bảng xếp hạng (1996)                 | Vị trí |
| ------------------------------------ | ------ |
| Australia (ARIA)                     | 30     |
| Austria (Ö3 Austria Top 40)          | 13     |
| Belgium (Ultratop 50 Flanders)       | 5      |
| Belgium (Ultratop 50 Wallonia)       | 13     |
| Denmark (Tracklisten)                | 16     |
| Europe (European Hot 100 Singles)    | 5      |
| Finland (Suomen virallinen lista)    | 13     |
| France (SNEP)                        | 19     |
| Germany (Official German Charts)     | 19     |
| Italy (FIMI)                         | 30     |
| Japan (Tokyo Hot 100)                | 47     |
| Netherlands (Dutch Top 40)           | 65     |
| Netherlands (Single Top 100)         | 73     |
| New Zealand (Recorded Music NZ)      | 27     |
| Norway Winter Period (VG-lista)      | 1      |
| Sweden (Sverigetopplistan)           | 3      |
| Switzerland (Schweizer Hitparade)    | 25     |
| UK Singles (Official Charts Company) | 3      |

| Bảng xếp hạng (1990–99)              | Vị trí |
| ------------------------------------ | ------ |
| Belgium (Ultratop 50 Flanders)       | 75     |
| UK Singles (Official Charts Company) | 19     |

| Bảng xếp hạng                        | Vị trí |
| ------------------------------------ | ------ |
| UK Singles (Official Charts Company) | 192    |

## Chứng nhận
| Quốc gia                                                                           | Chứng nhận | Số đơn vị/doanh số chứng nhận |
| ---------------------------------------------------------------------------------- | ---------- | ----------------------------- |
| Úc (ARIA)                                                                          | Vàng       | 35.000^                       |
| Áo (IFPI Áo)                                                                       | Vàng       | 25.000*                       |
| Bỉ (BEA)                                                                           | Vàng       | 25.000*                       |
| Pháp (SNEP)                                                                        | Vàng       | 250,000*                      |
| Đức (BVMI)                                                                         | Vàng       | 0^                            |
| New Zealand (RMNZ)                                                                 | Bạch kim   | 15,000*                       |
| Thụy Điển (GLF)                                                                    | Vàng       | 10,000^                       |
| Anh Quốc (BPI)                                                                     | Bạch kim   | 1,176,991                     |
| * Chứng nhận dựa theo doanh số tiêu thụ. ^ Chứng nhận dựa theo doanh số nhập hàng. |            |                               |